# FIFA Street 2
FIFA Street 2 är ett datorspel (fotbollsspel) från EA Sports utgivet till Playstation 2, Nintendo DS, Xbox, Playstation Portable och Nintendo Gamecube. Spelet släpptes 2006, som en uppföljare till FIFA Street. I spelet kan egna lag, spelare och arenor skapas. Det går också att köpa kläder, tricks och förbättra sina spelare med hjälp av så kallade skill bills (pengar). Dessa skill bills går även att använda till att spela vissa banor i karriärläget Rule the Street. På omslaget visas den portugisiska superstjärnan Cristiano Ronaldo med en boll.

## Rule the street
Rule the street är ett spelläge med fyra profiler. Den första serien heter Kick abouts där matcher spelas upp till en viss nivå, till exempel 7500 poäng eller 2 mål. När en spelare uppnått 40 poäng kommer den till en ny serie kallad Team captain, där spelaren ges ett lag av street kickers, i vilket ingår målvakten Rachid, Lawrence, Kenan och en egen spelare. Därefter tar sig spelaren fram genom att klara olika banor. Längre fram kan en spelare komma att vinna så kallade Street ballers. Tredje serien heter Underground och den handlar om att försöka klara sju olika banor. Fjärde serien är International där det går ut på att klara sju banor i matcher mot landslag.

## Team
När man håller på med ett lag väljer man först namn och märke, sedan söker man efter spelare i landslaget. Spelare kan byta tröjor om de vill. Det går också att välja spelare utan att använda sina skill bills.

## Egen spelare
Det första steget är att välja position och namn på spelaren och sen anpassa den. Sedan får man välja om man vill vara målvakt eller utespelare.